# Ariphanarthra palpalis
Ariphanarthra palpalis là một loài Hymenoptera trong họ Halictidae. Loài này được Moure mô tả khoa học năm 1951.